# Live in Sydney
Live in Sydney je DVD avstralske pevke Kylie Minogue, izdan leta 2001. Posneli so ga leta 2001 na njeni turneji On a Night Like This Tour. DVD je vključeval ekskluzivne posnetke iz zaodrja koncerta, vključno s pregledi garderob spremljevalnih plesalcev, posneli pa so tudi šalo na račun Kylie Minogue z imenom: »Se bo Kylie zlomila?« DVD je v Avstraliji za uspešno prodajo tamkaj prejel trikratno platinasto certifikacijo.

## Seznam pesmi
1. »Loveboat«
2. »Koocachoo«
3. »Hand on Your Heart«
4. »Put Yourself in My Place«
5. »On a Night Like This«
6. »Step Back in Time« / »Never Too Late« / »Wouldn't Change a Thing« / »Turn It into Love« / »Celebration«
7. »Can't Get You Out of My Head«
8. »Your Disco Needs You«
9. »I Should Be So Lucky«
10. »Better the Devil You Know«
11. »So Now Goodbye«
12. »Physical«
13. »Butterfly«
14. »Confide in Me«
15. »Kids«
16. »Shocked«
17. »Light Years«
18. »What Do I Have to Do?«
19. »Spinning Around«